# Hamburg-Altonaer Verbindungsbahn
| | |                                       |                                       |
| Spurweite: | 1435 mm (Normalspur)                                                                                                |                                       |                                       |
| | |                                       |                                       |
| Fernbahn | |                                       |                                       |
| Streckennummer (DB): | 6100 (HH-Altona – HH Rothenburgsort) 1291 (HH Ericus – HH Rothenburgsort) 1245 (HH Berliner Bf – HH Rothenburgsort) |                                       |                                       |
| Kursbuchstrecke (DB): | 137.1 |                                       |                                       |
| Kursbuchstrecke: | 100, 101, 102, 186, 190, 194 (Altona Hbf – HH-Hbf 1934) 109, 211, 217, 218 (HH-Altona – HH-Hbf 1946)                |                                       |                                       |
| Stromsystem: | 15 kV 16,7 Hz ~ |                                       |                                       |
| Zugbeeinflussung: | PZB |                                       |                                       |
| | |                                       |                                       |
| S-Bahn | |                                       |                                       |
| Streckennummer (DB): | 1240 (HH-Altona – HH Hauptbahnhof) 1241 (HH Hauptbahnhof – HH-Poppenbüttel)                                         |                                       |                                       |
| Kursbuchstrecke (DB): | 101.2, 101.5 |                                       |                                       |
| Kursbuchstrecke: | 90 (1934) 108 (1946)                                                                                                |                                       |                                       |
| Streckenlänge: | 1240: 06,228 km 1241: 11,208 km                                                                                     |                                       |                                       |
| Stromsystem: | Stromschiene, 1200 V =                                                                                              |                                       |                                       |
| Zugbeeinflussung: | PZB S-Bahn Hamburg                                                                                                  |                                       |                                       |
| | |                                       |                                       |
| \| \| \| Hamburg-Altona Kai \| \| \| \| \| Altona (bis 1895) Schellfischtunnel \| \| \| \| \| Anschluss bis 1895 \| \| \| \| \| City-S-Bahn vom Hauptbahnhof \| \| \| \| 293,157 005,898 \| Hamburg-Altona \| Hamburg-Altona \| \| \| 6,083 \| ehem. Altonaer Hafenbahn \| ehem. Altonaer Hafenbahn \| \| \| 6,2490,889 \| \| \| \| \| 0,982292,866 \| S-Bahn-Strecke nach Blankenese \| S-Bahn-Strecke nach Blankenese \| \| \| 291,400 \| S-Bahn nach Pinneberg \| S-Bahn nach Pinneberg \| \| \| \| Fernbahn von/nach Pinneberg \| \| \| \| 291,075 \| S-Bahn von Pinneberg \| S-Bahn von Pinneberg \| \| \| \| Kaltenkirchener Bahnhof \| \| \| \| 291,503 000,000 \| Hamburg Rainweg (Abzw) \| Hamburg Rainweg (Abzw) \| \| \| 290,910 290,926 \| Holstenstraße (Hp+Abzw) \| Holstenstraße (Hp+Abzw) \| \| \| 290,597 \| Sternbrücke (B 4) \| Sternbrücke (B 4) \| \| \| \| Hamburg Schulterblatt \| \| \| \| \| ehem. Stichstrecke vom Viehmarkt/Gbf \| \| \| \| 289,810 289,716 \| Hamburg Sternschanze \| Hamburg Sternschanze \| \| \| \| Hamburg Sternschanze (1903–1912) \| \| \| \| 289,090 000,000 \| Hamburg Sternschanze Üst \| Hamburg Sternschanze Üst \| \| \| 288,114 288,153 \| Hamburg Dammtor \| Hamburg Dammtor \| \| \| 287,495287,528 \| Überlänge 33 m \| Überlänge 33 m \| \| \| 287,428 287,461 \| Lombardsbrücke (Alster) \| Lombardsbrücke (Alster) \| \| \| \| Ferdinandtor \| \| \| \| \| City-S-Bahn von Altona \| \| \| \| 286,6700,000 \| \| \| \| \| 286,663 000,180 \| Hamburg Hbf (Keilbahnhof) \| Hamburg Hbf (Keilbahnhof) \| \| \| \| \| \| \| \| \| Bahnhof Klosterthor \| \| \| \| \| (ehemalige Verbindungsbahn) \| \| \| \| \| Berliner Bahnhof \| \| \| \| \| (ehemalige Verbindungsbahn) \| \| \| \| \| Oberbaumbrücke (alte Trasse) \| \| \| \| \| Hannoverscher Bahnhof \| \| \| \| \| Oberhafenbrücke (heutige Trasse) \| \| \| \| \| Abstellbf Hbf (ehem. Lippeltstraße) \| \| \| \| \| Mittelkanal \| \| \| \| \| Lübecker Bahnhof \| \| \| \| \| Hamburg Ericus (Abzw) \| \| \| \| \| Hauptstrecke nach Hamburg-Harburg \| \| \| \| \| Hamburg Ericus Awanst \| \| \| \| \| Güterstrecke von Maschen \| \| \| \| \| Hamburg-Hammerbrook \| \| \| \| \| Oberhafenkanal / Bille (alte Trasse) \| \| \| \| \| (heutige Trasse der Berliner Strecke) \| \| \| \| \| \| \| \| \| 1,485 \| Berliner Tor \| Berliner Tor \| \| \| \| Üst Hamburg Anckelmannsplatz \| \| \| \| \| Bille \| \| \| \| \| Hamburg-Rothenburgsort Ro (Abzw) \| \| \| \| \| Hamburg-Rothenburgsort (S-Bahn) \| \| \| \| \| Hamburg-Rothenburgsort Rop (Abzw) \| \| \| \| \| Güterstrecke nach Hamburg-Billwerder \| \| \| \| \| Hauptstrecke nach Berlin \| \| \| \| \| S-Bahn-Strecke nach Bergedorf \| \| \| \| \| Südstormarnsche Kreisbahn \| \| \| \| \| Bille \| \| \| \| 2,894 \| Landwehr \| Landwehr \| \| \| 4,057 \| Hamburg Hasselbrook \| Hamburg Hasselbrook \| \| \| \| Horn (Abzw) \| \| \| \| \| Strecke nach Lübeck \| \| \| \| \| S-Bahn nach Ahrensburg (im Bau) \| \| \| \| \| Hamburg-Barmbek Gleichrichterwerk \| \| \| \| 4,788 \| Wandsbeker Chaussee \| Wandsbeker Chaussee \| \| \| 5,448 \| Eilbek \| Eilbek \| \| \| 5,711 \| Friedrichsberg \| Friedrichsberg \| \| \| 6,450 \| Osterbekkanal \| Osterbekkanal \| \| \| 7,212 \| Hamburg-Barmbek (S-Bahn) \| Hamburg-Barmbek (S-Bahn) \| \| \| 7,2807,273 \| Überlänge 7 m \| Überlänge 7 m \| \| \| 7,740 \| U-Bahn-Linie U3 \| U-Bahn-Linie U3 \| \| \| 8,060 \| (Überwerfungsbauwerk) \| (Überwerfungsbauwerk) \| \| \| \| \| \| \| \| \| Gbf Hamburg-Barmbek \| \| \| \| 8,690 \| Alte Wöhr (ehem. Stadtpark) \| Alte Wöhr (ehem. Stadtpark) \| \| \| 9,551 \| Rübenkamp \| Rübenkamp \| \| \| \| Güterumgehungsbahn \| \| \| \| 11,201 \| Hamburg-Ohlsdorf (S-Bahn) \| Hamburg-Ohlsdorf (S-Bahn) \| \| \| \| Überführgleis der Hochbahn \| \| \| \| 11,573 \| S-Bahn-Strecke zum Flughafen \| S-Bahn-Strecke zum Flughafen \| \| \| \| Alstertalbahn nach Poppenbüttel \| \| \| \| \| ehem. Strecke nach Ochsenzoll \| \| \| \| \| \| \| \| Quellen: [1][2] \| \| \| \| | |                                       |                                       |
| Strecke von links (außer Betrieb) (im Tunnel) · Strecke quer (außer Betrieb) (im Tunnel) · Bahnhof quer (Strecke außer Betrieb) | | Hamburg-Altona Kai                    | Hamburg-Altona Kai                    |
| Bahnhof (Strecke außer Betrieb) (im Tunnel) · Kopfbahnhof Streckenanfang (Strecke außer Betrieb) | | Altona (bis 1895) Schellfischtunnel   | Altona (bis 1895) Schellfischtunnel   |
| Abzweig geradeaus und nach links (Strecke außer Betrieb) (im Tunnel) · Abzweig geradeaus und von rechts (Strecke außer Betrieb) | | Anschluss bis 1895                    | Anschluss bis 1895                    |
| Kreuzung mit Tunnelstrecke und geradeaus oben (Strecke geradeaus außer Betrieb) (im Tunnel) · Kreuzung mit Tunnelstrecke (Strecke geradeaus außer Betrieb) · Strecke von rechts (im Tunnel) | | City-S-Bahn vom Hauptbahnhof          | City-S-Bahn vom Hauptbahnhof          |
| Bahnhof (Strecke außer Betrieb) (im Tunnel) · Kopfbahnhof Strecke bis hier außer Betrieb · S-Bahnhof (im Tunnel) | 293,157 005,898 | Hamburg-Altona                        | Hamburg-Altona                        |
| Strecke nach links (außer Betrieb) (im Tunnel) · Abzweig geradeaus und ehemals von rechts · Tunnelende | 6,083 | ehem. Altonaer Hafenbahn              | ehem. Altonaer Hafenbahn              |
| Strecke · Abzweig geradeaus und nach links · Strecke von rechts | 6,2490,889 |                                       |                                       |
| Strecke · Abzweig geradeaus und nach links · Kreuzung geradeaus oben | 0,982292,866 | S-Bahn-Strecke nach Blankenese        | S-Bahn-Strecke nach Blankenese        |
| Strecke · Strecke nach links | 291,400 | S-Bahn nach Pinneberg                 | S-Bahn nach Pinneberg                 |
| Abzweig geradeaus, nach links und von links · Kreuzung geradeaus oben | | Fernbahn von/nach Pinneberg           | Fernbahn von/nach Pinneberg           |
| Strecke · Abzweig geradeaus und von links | 291,075 | S-Bahn von Pinneberg                  | S-Bahn von Pinneberg                  |
| Kopfbahnhof Streckenanfang und quer (Strecke außer Betrieb) · Kreuzung (Querstrecke außer Betrieb) · Kreuzung (Querstrecke außer Betrieb) | | Kaltenkirchener Bahnhof               | Kaltenkirchener Bahnhof               |
| Blockstelle · Strecke | 291,503 000,000 | Hamburg Rainweg (Abzw)                | Hamburg Rainweg (Abzw)                |
| ehemaliger Bahnhof · S-Bahn-Halt | 290,910 290,926 | Holstenstraße (Hp+Abzw)               | Holstenstraße (Hp+Abzw)               |
| Brücke · Brücke | 290,597 | Sternbrücke (B 4)                     | Sternbrücke (B 4)                     |
| ehemaliger Bahnhof · Strecke | | Hamburg Schulterblatt                 | Hamburg Schulterblatt                 |
| Abzweig geradeaus und ehemals von rechts · Strecke | | ehem. Stichstrecke vom Viehmarkt/Gbf  | ehem. Stichstrecke vom Viehmarkt/Gbf  |
| ehemaliger Bahnhof · S-Bahnhof | 289,810 289,716 | Hamburg Sternschanze                  | Hamburg Sternschanze                  |
| ehemaliger Bahnhof · Strecke | | Hamburg Sternschanze (1903–1912)      | Hamburg Sternschanze (1903–1912)      |
| Überleitstelle / Spurwechsel · Strecke | 289,090 000,000 | Hamburg Sternschanze Üst              | Hamburg Sternschanze Üst              |
| Haltepunkt / Haltestelle · S-Bahn-Halt | 288,114 288,153 | Hamburg Dammtor                       | Hamburg Dammtor                       |
| Strecke · Kilometer-Wechsel | 287,495287,528 | Überlänge 33 m                        | Überlänge 33 m                        |
| Brücke über Wasserlauf · Brücke über Wasserlauf | 287,428 287,461 | Lombardsbrücke (Alster)               | Lombardsbrücke (Alster)               |
| Brücke · Brücke | | Ferdinandtor                          | Ferdinandtor                          |
| Kreuzung mit Tunnelstrecke · Abzweig geradeaus und von rechts | | City-S-Bahn von Altona                | City-S-Bahn von Altona                |
| Strecke · Kilometer-Wechsel | 286,6700,000 |                                       |                                       |
| Bahnhof · S-Bahnhof | 286,663 000,180 | Hamburg Hbf (Keilbahnhof)             | Hamburg Hbf (Keilbahnhof)             |
| | |                                       |                                       |
| ehemaliger Bahnhof | | Bahnhof Klosterthor                   | Bahnhof Klosterthor                   |
| Strecke von links (außer Betrieb) · Strecke quer · Strecke nach rechts und von halblinks · Verschwenkung von rechts · Strecke · Strecke | | (ehemalige Verbindungsbahn)           | (ehemalige Verbindungsbahn)           |
| Strecke (außer Betrieb) · Kopfbahnhof Streckenanfang (Strecke außer Betrieb) · Strecke · Strecke · Strecke | | Berliner Bahnhof                      | Berliner Bahnhof                      |
| Abzweig geradeaus und von links (Strecke außer Betrieb) · Abzweig quer und nach links (Strecke außer Betrieb) · Abzweig geradeaus und ehemals von rechts · Strecke · Strecke | | (ehemalige Verbindungsbahn)           | (ehemalige Verbindungsbahn)           |
| Brücke über Wasserlauf (Strecke außer Betrieb) · Strecke · Strecke · Strecke | | Oberbaumbrücke (alte Trasse)          | Oberbaumbrücke (alte Trasse)          |
| Bahnhof (Strecke außer Betrieb) · Strecke · Strecke · Strecke | | Hannoverscher Bahnhof                 | Hannoverscher Bahnhof                 |
| Abzweig ehemals geradeaus und von links · Strecke unter Wasserlauf Anfang Hochstrecke, Ende Hochstrecke und quer · Abzweig geradeaus und nach rechts · Strecke · Strecke | | Oberhafenbrücke (heutige Trasse)      | Oberhafenbrücke (heutige Trasse)      |
| Strecke · Betriebs-/Güterbahnhof Strecke ab hier außer Betrieb · Strecke · Strecke | | Abstellbf Hbf (ehem. Lippeltstraße)   | Abstellbf Hbf (ehem. Lippeltstraße)   |
| Strecke · Strecke von links (außer Betrieb) · Abzweig nach rechts und von rechts (Strecke außer Betrieb) · Strecke · Strecke | | Mittelkanal                           | Mittelkanal                           |
| Strecke · Strecke (außer Betrieb) · Bahnhof (Strecke außer Betrieb) · Strecke · Strecke | | Lübecker Bahnhof                      | Lübecker Bahnhof                      |
| Blockstelle · Strecke (außer Betrieb) · Strecke (außer Betrieb) · Strecke · Strecke | | Hamburg Ericus (Abzw)                 | Hamburg Ericus (Abzw)                 |
| Abzweig geradeaus und nach rechts · Strecke (außer Betrieb) · Strecke (außer Betrieb) · Strecke · Strecke | | Hauptstrecke nach Hamburg-Harburg     | Hauptstrecke nach Hamburg-Harburg     |
| Blockstelle · Strecke (außer Betrieb) · Strecke (außer Betrieb) · Strecke · Strecke | | Hamburg Ericus Awanst                 | Hamburg Ericus Awanst                 |
| Abzweig geradeaus und von rechts · Strecke (außer Betrieb) · Strecke nach links (außer Betrieb) · Abzweig geradeaus und ehemals von rechts · Strecke | | Güterstrecke von Maschen              | Güterstrecke von Maschen              |
| Kreuzung · Kreuzung (Strecke geradeaus außer Betrieb) · S-Bahn-Halt quer · Kreuzung rechts · Abzweig geradeaus und nach rechts | | Hamburg-Hammerbrook                   | Hamburg-Hammerbrook                   |
| Brücke über Wasserlauf · Brücke über Wasserlauf (Strecke außer Betrieb) · Strecke · Strecke | | Oberhafenkanal / Bille (alte Trasse)  | Oberhafenkanal / Bille (alte Trasse)  |
| Abzweig geradeaus und ehemals von links · Strecke ehemals nach rechts und von links · Strecke quer · Abzweig geradeaus und nach rechts · Strecke | | (heutige Trasse der Berliner Strecke) | (heutige Trasse der Berliner Strecke) |
| Strecke · Strecke · Strecke von links · Kreuzung rechts · Abzweig geradeaus und nach rechts | |                                       |                                       |
| Strecke · ehemaliger Haltepunkt / Haltestelle Ende Hochstrecke · S-Bahn-Halt · ehemaliger Haltepunkt / Haltestelle · S-Bahnhof | 1,485 | Berliner Tor                          | Berliner Tor                          |
| Strecke · Überleitstelle / Spurwechsel · Strecke geradeaus · Strecke · Strecke | | Üst Hamburg Anckelmannsplatz          | Üst Hamburg Anckelmannsplatz          |
| Strecke · Brücke über Wasserlauf · Brücke über Wasserlauf · Strecke · Strecke | | Bille                                 | Bille                                 |
| Blockstelle · Strecke · Strecke · Strecke · Strecke | | Hamburg-Rothenburgsort Ro (Abzw)      | Hamburg-Rothenburgsort Ro (Abzw)      |
| Strecke · Strecke · S-Bahnhof · Strecke · Strecke | | Hamburg-Rothenburgsort (S-Bahn)       | Hamburg-Rothenburgsort (S-Bahn)       |
| Abzweig geradeaus und nach links · Abzweig geradeaus und von rechts · Strecke · Strecke · Strecke | | Hamburg-Rothenburgsort Rop (Abzw)     | Hamburg-Rothenburgsort Rop (Abzw)     |
| Abzweig geradeaus und nach rechts · Strecke · Strecke · Strecke · Strecke | | Güterstrecke nach Hamburg-Billwerder  | Güterstrecke nach Hamburg-Billwerder  |
| Kreuzung geradeaus unten · Strecke nach rechts · Strecke · Strecke · Strecke | | Hauptstrecke nach Berlin              | Hauptstrecke nach Berlin              |
| Kreuzung geradeaus unten · Strecke quer · Strecke nach rechts · Strecke · Strecke | | S-Bahn-Strecke nach Bergedorf         | S-Bahn-Strecke nach Bergedorf         |
| Abzweig nach links und nach rechts · Strecke quer · Strecke von rechts · Strecke · Strecke | | Südstormarnsche Kreisbahn             | Südstormarnsche Kreisbahn             |
| Brücke über Wasserlauf · Strecke · Strecke | | Bille                                 | Bille                                 |
| Strecke · Strecke · S-Bahn-Halt | 2,894 | Landwehr                              | Landwehr                              |
| Strecke · Bahnhof · S-Bahnhof | 4,057 | Hamburg Hasselbrook                   | Hamburg Hasselbrook                   |
| Abzweig geradeaus und nach halbrechts · Strecke · Strecke | | Horn (Abzw)                           | Horn (Abzw)                           |
| Abzweig quer · Kreuzung geradeaus unten · Strecke quer · Strecke nach rechts · Strecke | | Strecke nach Lübeck                   | Strecke nach Lübeck                   |
| Strecke quer (außer Betrieb) · Kreuzung geradeaus unten (Querstrecke außer Betrieb) · Abzweig ehemals quer und von links · Strecke quer · Strecke nach rechts | | S-Bahn nach Ahrensburg (im Bau)       | S-Bahn nach Ahrensburg (im Bau)       |
| Blockstelle · Strecke | | Hamburg-Barmbek Gleichrichterwerk     | Hamburg-Barmbek Gleichrichterwerk     |
| Strecke · S-Bahn-Halt | 4,788 | Wandsbeker Chaussee                   | Wandsbeker Chaussee                   |
| Brücke über Wasserlauf · Brücke über Wasserlauf | 5,448 | Eilbek                                | Eilbek                                |
| Strecke · S-Bahn-Halt | 5,711 | Friedrichsberg                        | Friedrichsberg                        |
| Brücke über Wasserlauf · Brücke über Wasserlauf | 6,450 | Osterbekkanal                         | Osterbekkanal                         |
| Strecke · S-Bahnhof | 7,212 | Hamburg-Barmbek (S-Bahn)              | Hamburg-Barmbek (S-Bahn)              |
| Strecke · Kilometer-Wechsel | 7,2807,273 | Überlänge 7 m                         | Überlänge 7 m                         |
| Kreuzung mit U-Bahn geradeaus unten · Kreuzung mit U-Bahn geradeaus unten | 7,740 | U-Bahn-Linie U3                       | U-Bahn-Linie U3                       |
| Strecke nach halblinks · Strecke nach halbrechts | 8,060 | (Überwerfungsbauwerk)                 | (Überwerfungsbauwerk)                 |
| Strecke von halblinks · Strecke von halbrechts | |                                       |                                       |
| Strecke · Dienststation / Betriebs- oder Güterbahnhof | | Gbf Hamburg-Barmbek                   | Gbf Hamburg-Barmbek                   |
| S-Bahn-Halt · Strecke | 8,690 | Alte Wöhr (ehem. Stadtpark)           | Alte Wöhr (ehem. Stadtpark)           |
| S-Bahn-Halt · Strecke | 9,551 | Rübenkamp                             | Rübenkamp                             |
| Strecke · Abzweig geradeaus und nach links | | Güterumgehungsbahn                    | Güterumgehungsbahn                    |
| S-Bahnhof · Dienststation / Betriebs- oder Güterbahnhof | 11,201 | Hamburg-Ohlsdorf (S-Bahn)             | Hamburg-Ohlsdorf (S-Bahn)             |
| Strecke · Abzweig ehemals geradeaus und nach links | | Überführgleis der Hochbahn            | Überführgleis der Hochbahn            |
| Abzweig geradeaus und nach links · Kreuzung (Strecke geradeaus außer Betrieb) | 11,573 | S-Bahn-Strecke zum Flughafen          | S-Bahn-Strecke zum Flughafen          |
| Strecke nach rechts · Strecke (außer Betrieb) | | Alstertalbahn nach Poppenbüttel       | Alstertalbahn nach Poppenbüttel       |
| Strecke (außer Betrieb) | | ehem. Strecke nach Ochsenzoll         | ehem. Strecke nach Ochsenzoll         |
| | |                                       |                                       |
| Quellen: | |                                       |                                       |

Die Hamburg-Altonaer Verbindungsbahn (kurz auch: Verbindungsbahn) ist eine Eisenbahnstrecke in Hamburg. Sie verbindet heute die Strecken aus dem Norden und Westen der Hansestadt sowie den Bahnhof Altona mit dem Hamburger Hauptbahnhof und den sich anschließenden Bahnstrecken nach Süden und Osten. Die anfänglich nur als Güterbahn konzipierte Strecke zählt heute zu den verkehrsreichsten in Deutschland. Der reine Güterverkehr wird dagegen seit 1902 großräumig auf der Güterumgehungsbahn Hamburgs nördlich und östlich um das Stadtzentrum herumgeleitet.

## Geschichte

### Die erste Verbindungsbahn
Bereits ab 1842 verfügte Hamburg mit der Hamburg-Bergedorfer Eisenbahn, die 1846 zur Berliner Bahn wurde, über einen Eisenbahnanschluss. 1844 erhielt auch Altona/Elbe mit der Kieler Bahn eine Strecke. Ein Anschluss untereinander fehlte zunächst allerdings, so dass die Güter, um von einem Ort zum anderen zu gelangen, mehrmals umgeladen werden mussten, was zeit- und kostenaufwändig war. Eine eingleisige Verbindungsbahn sollte Abhilfe schaffen.
Die Strecke wurde von der Altona-Kieler Eisenbahn-Gesellschaft (AKE) vom Bahnhof Altona bis an die Stadtgrenze am Schulterblatt im Straßenplanum geführt und vom Hamburger Senat über die geschleiften Wallanlagen der Stadt bis zum Bahnhof Klosterthor geführt. Den Betrieb übernahm die AKE und zahlte anfangs 50.000 Mark Pacht an den Senat. Für die Überquerung der Alster wurde zunächst eine Jochbrücke errichtet, die 1868 durch einen Neubau ersetzt wurde, die Lombardsbrücke.
- 30. September 1865: Altona – Schulterblatt
- 16. Juli 1866: Schulterblatt – Klosterthor

Schnell zeigte sich, dass die Verbindungsbahn ihren Zweck erfüllte. 30 Jahre später war sie bereits an ihrer Kapazitätsgrenze angelangt und musste erweitert werden.
Die Strecke verband nicht nur zunächst die Bahnhöfe Altona und Klosterthor miteinander, sondern von Klosterthor kommend westlich der Holstenstraße bzw. spätestens Abzweig Rainweg verbindet sie auch direkt und unter Umgehung des Bahnhofs Altona mit der Bahnstrecke Altona-Kiel, wie Stadtpläne von Altona und Hamburg zumindest ab 1882 zeigen.

### Gleisführungen in Altona
Die von Hamburg herführende Strecke verzweigte in Höhe der Holstenbrauerei zunächst in eine direkt zum ersten Bahnhof führende Strecke entlang der damaligen Zollgrenze zwischen Altona und Ottensen, dem Straßenzug der heutigen Haubachstraße (damals Herderstraße), einerseits und andererseits einen weiter westlich führenden Abschnitt, der seinerseits am damaligen Rainweg verzweigte in ein „Abkürzungsbahn“ genanntes Gleis direkt in Richtung Kiel und ein als „Güterbahn“ bezeichnetes Gleis, das am damaligen Ottensener Güterbahnhof endete.
Die spätere Streckenführung verzichtete auf die Gleise entlang der Zollgrenze und baute stattdessen die „Güterbahn“ an den Lagerschuppen vorbei zusätzlich zur Hauptstrecke zu den östlich gelegenen Bahnsteigen des neuen Bahnhofs von 1894 aus.
Um 1895 war zudem der Abzweig am Rainweg (die heutige Harkortstraße) um einen weiteren Abzweig erweitert, der in einem zunächst weiter westlich und dann südlich führenden Bogen zu den fünf westlich gelegenen Bahnsteigen des neuen Bahnhofs hinführten. In dem Gelände zwischen diesen Gleisabzweigen wurde das neue Bahnbetriebswerk Altona angelegt. In Höhe der Holstenstraße/Kieler Straße überkreuzte die Streckenführung die damalige Bahnstrecke der AKN.

### Ausbau und Erweiterung der Strecke
Am 30. Dezember 1898 beschlossen Preußen, die Stadt Hamburg und die Lübeck-Büchener Eisenbahn folgenden Um- und Ausbau der Verbindungsbahn:
- Neubau eines Hauptbahnhofs, der die bisherigen Kopfbahnhöfe Lübecker, Berliner und Hannoverscher sowie den Klosterthor-Bahnhof ersetzte und die zulaufenden Strecken zusammenfasste.
- Hochlegen der Gleise zur Beseitigung sämtlicher Bahnübergänge. Zudem wurde nördlich ein zweites Gleispaar für Vorortzüge eingerichtet.
- Verlängern der Vorortgleise der Verbindungsbahn auf der Trasse der Lübecker Bahn bis Hasselbrook.

Als erste Maßnahme konnte die Verbreiterung der Lombardsbrücke um das nördliche Gleispaar für die Vorortzüge 1901/02 abgeschlossen werden.
Noch während der restlichen Bauarbeiten wurde am 12. Dezember 1904 mit dem „Ohlsdorfer Vertrag“ eine weitere Erweiterung vereinbart:
- Die in Bau befindliche Verlängerung der Verbindungsbahn sollte nun über Barmbek bis nach Ohlsdorf führen. Bei beiden genannten Bahnhöfen sollten zudem Güterabfertigungsanlagen errichtet werden.
- Die gesamte Stadtbahn (Blankenese–Altona–Hauptbahnhof–Ohlsdorf) sollte elektrifiziert werden.

Lage der ehemaligen Hamburger Bahnhöfe mit neuer Gleisführung ab 1906

Vertragspartner waren die Preußischen Staatseisenbahnen als Betreiber der Strecke, nachdem bereits im Berliner Raum durch umfangreiche Versuche das System erprobt war, für das sich der Betreiber letztlich entschied: Oberleitung mit 6,3 kV 25 Hz Wechselstrom war auf der Strecke Niederschöneweide-Johannisthal–Spindlersfeld eingesetzt worden.
Am 5. Dezember 1906 wurden die Arbeiten abgeschlossen. Die Stadt- und Vorortbahn nahm die Strecke bis nach Ohlsdorf in Betrieb, einen Tag vor der Inbetriebnahme des neuen Hamburger Hauptbahnhofs, der bereits zwei Tage zuvor von innen besichtigt werden konnte. Etwa ein Jahr darauf wurde die gesamte Stadt- und Vorortbahn schließlich elektrisch betrieben, die Hamburger Stadtbahn war somit die erste elektrisch betriebene Vorortbahn Deutschlands.

### Umstellung auf Gleichstrom und Erweiterung der S-Bahn

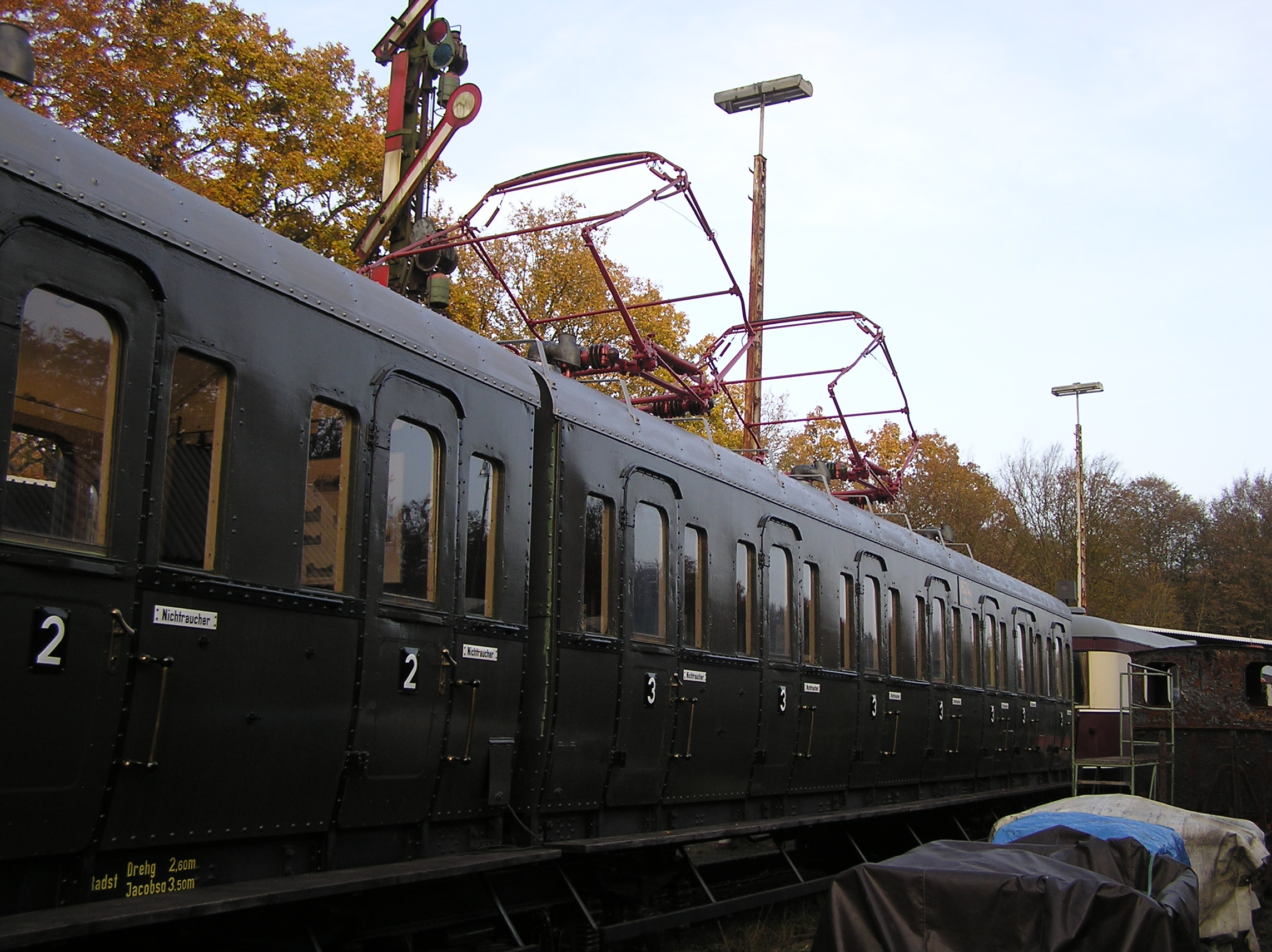
S-Bahn-Triebzug (1927 bis 1955) für Fahrleitung mit 6,3 kV 25 Hz Wechselstrom

Der Wechselstrombetrieb hielt sich bis in die 1930er Jahre hinein und wies auch kaum Störungen im Betrieb auf. Jedoch wurde in der Zwischenzeit in Berlin ein mit Gleichstrom betriebenes Schnellbahnnetz, die Berliner S-Bahn aufgebaut. Da die Gleichstromtechnik zu diesem Zeitpunkt weiter war als jene mit Wechselstrom und die Fahrzeuge in Hamburg ohnehin ersetzt werden mussten, entschied man sich zur Umstellung auf mit Stromschiene versorgten Gleichstrombetrieb. Noch bevor die Entscheidung dazu fiel, erhielt die Stadt- und Vorortbahn ab 1934 die Bezeichnung „S-Bahn“, vier Jahre nachdem Berlin diesen Schritt getan hatte.
Anders als in Berlin (800 Volt) wurde die Spannung jedoch auf 1200 Volt festgelegt, was das höchste zulässige Spannungsniveau im Stromschienenbetrieb mit Gleichspannung war. Bei höheren Spannungen wäre der Abbrand durch Trennfunken unwirtschaftlich hoch gewesen. Ebenso entschied man, statt einer von unten bestrichenen eine seitlich bestrichene Stromschiene zu verwenden, was einen klaren Vorteil bei Weichen bedeutete, da die Stromschiene hier nicht unterbrochen zu werden brauchte. 1940 fuhren die ersten neuen Züge mit dem Stromschienensystem, aufgrund der Kriegsereignisse konnte die Umstellung allerdings erst 1955 abgeschlossen werden, bis dahin fand der Betrieb parallel statt.
Ab den 1960er Jahren erfolgte der kontinuierliche Ausbau zu einem S-Bahn-Netz. Obwohl die Verbindungsbahn als zentraler Abschnitt gute Fahrgastzahlen aufwies, tangierte sie dennoch die Innenstadt nur im nördlichen Bereich. So wurde eine neue zentrale Tunnelstrecke geplant, die das Gebiet der Innenstadt mit mehr als 300.000 Arbeitsplätzen erschließen sollte. Für die alte Stammstrecke bedeutete dies einige Umbauarbeiten, da die neue, City-S-Bahn genannte Strecke, die am Hauptbahnhof aus der Stammstrecke ausfädelt, am Bahnhof Altona von Süden wieder auf diese treffen sollte. Das gesamte Altonaer Bahnhofsgebäude wurde infolgedessen abgetragen und als sachlich gehaltener Neubau mit integriertem Kaufhaus (Kaufhof) neu errichtet. Begründet wurde der Neubau mit der Befürchtung, das alte Empfangsgebäude könne bei den Arbeiten zum Bau des Tunnels nachgeben. Für die S-Bahn entstand ein viergleisiger Tunnelbahnhof mit südlich daran anschließender Kehranlage.
Nach dem Bau der City-S-Bahn wurde der S-Bahn-Verkehr zwischen Hauptbahnhof und Altona aufgeteilt. Im Tunnel verkehren heute die Linien S1 und S3 und auf der alten Stammstrecke die Linien S2 und S5.

### Streckenkilometrierung
Während die anderen, parallel zu Fernbahnen verlaufenden S-Bahn-Strecken ihre eigene Kilometrierung bekommen haben, hat die S-Bahn auf der Verbindungsbahn stets die der Berliner Bahn behalten. Seit der Eröffnung der City-S-Bahn nach Diebsteich am 31. Mai 1981 wird ab Altona die Kilometrierung der City-S-Bahn (DB-Strecke 1270) fortgeführt. Bei Streckenkilometer 6,249 der City-S-Bahn beginnt mit Streckenkilometer 0,889 die Kilometrierung der Blankeneser Bahn (VzG-Strecke 1224). Nach weiteren 93 Metern teilen sich die Strecken der Blankeneser Bahn und der Verbindungsbahn. Hier beginnt die offizielle Streckenmessung der Verbindungsbahn bei Streckenkilometer 292,866 (Weiche Nr. 751 bei Streckenkilometer 0,982 der Blankeneser Bahn). Die Kilometrierung ist die der Berlin-Hamburger Bahn und wird deshalb rückwärts gezählt in Richtung Hauptbahnhof.
Einige Meter westlich vom Hauptbahnhof endet die Streckenmessung der Verbindungsbahn (VzG-Strecke 1240) bei Streckenkilometer 286,670 und es beginnt die der Stadtbahn (VzG-Strecke 1241) mit Streckenkilometer 0,000. Die Stadtbahn endet in Ohlsdorf, geht jedoch unter derselben Streckennummer 1241 über in die Alstertalbahn, die die Kilometrierung der Stadtbahn fortführt. Auch die bei Streckenkilometer 11,573 abzweigende neue Flughafen-S-Bahn (VzG-Strecke 1239) führt die laufende Kilometrierung fort.

### Überlasteter Schienenweg
Am 11. November 2019 wurde die Strecke zwischen dem Hauptbahnhof und der Abzweigstelle Hamburg Rainweg (benannt nach der dort überbrückten Straße, heute „Harkortstraße“) zum überlasteten Schienenweg erklärt.

### Überlegungen für Ausbau
Anfang 2020 wurden Überlegungen des Bundes bekannt, im Zuge des Deutschlandtakts einen S-Bahn-Tunnel entlang der Verbindungsbahn zu bauen. Damit könnten die S-Bahn-Gleise der Verbindungsbahn, einschließlich der S-Bahn-Gleise 3 und 4 im Hauptbahnhof, für den Fern- und Regionalverkehr genutzt werden. Es sollte geprüft werden, inwieweit diese Idee realistisch umsetzbar sei. Der Tunnel soll östlich des Hauptbahnhofs beginnen und in einer neuen Linienführung den Bahnhof Diebsteich erreichen. Verknüpfungspunkte sind am Stephansplatz, am Schlump und Berliner Tor vorgesehen. Eine Studie im Auftrag des Bundesverkehrsministeriums ergab im November 2020, dass das Vorhaben grundsätzlich technisch machbar sei.
Eine erste grobe Kostenschätzung ging 2020 von 650 Millionen Euro aus, 75 Prozent der Kosten sollen durch den Bund übernommen werden. In den Ende Mai 2020 abgeschlossenen Koalitionsverhandlungen einigten sich die in der Freien und Hansestadt Hamburg regierenden Parteien SPD und Grüne auf den Bau des Tunnels.
Im Januar 2022 wurde eine Machbarkeitsstudie auf den Weg gebracht, die ursprünglich bis Ende 2022 vorliegen sollte. Anfang Mai 2023 wurde die Studie schließlich durch die Stadt Hamburg veröffentlicht.
Im April 2024 veröffentlichte der Landesverband Nord des Verkehrsclubs Deutschland (VCD) ein alternatives Konzept, nach welchem der Bahnhof Berliner Tor stattdessen zum Hauptbahnhof Hamburgs ausgebaut werden soll. Der VCD argumentiert, der geplante Verbindungsbahnentlastungstunnel könne so eingespart werden, dessen zusätzliche Kapazität würde nur benötigt, da die Strecke von in Hamburg beginnenden oder endenden Fernzügen genutzt wird, die nur schwach ausgelastet seien.

## Bahnhöfe
Die Verbindungsbahn zwischen Altona und Hauptbahnhof ist der zentrale Abschnitt der so genannten Stammbahn der elektrischen Stadtbahn von Hamburg.

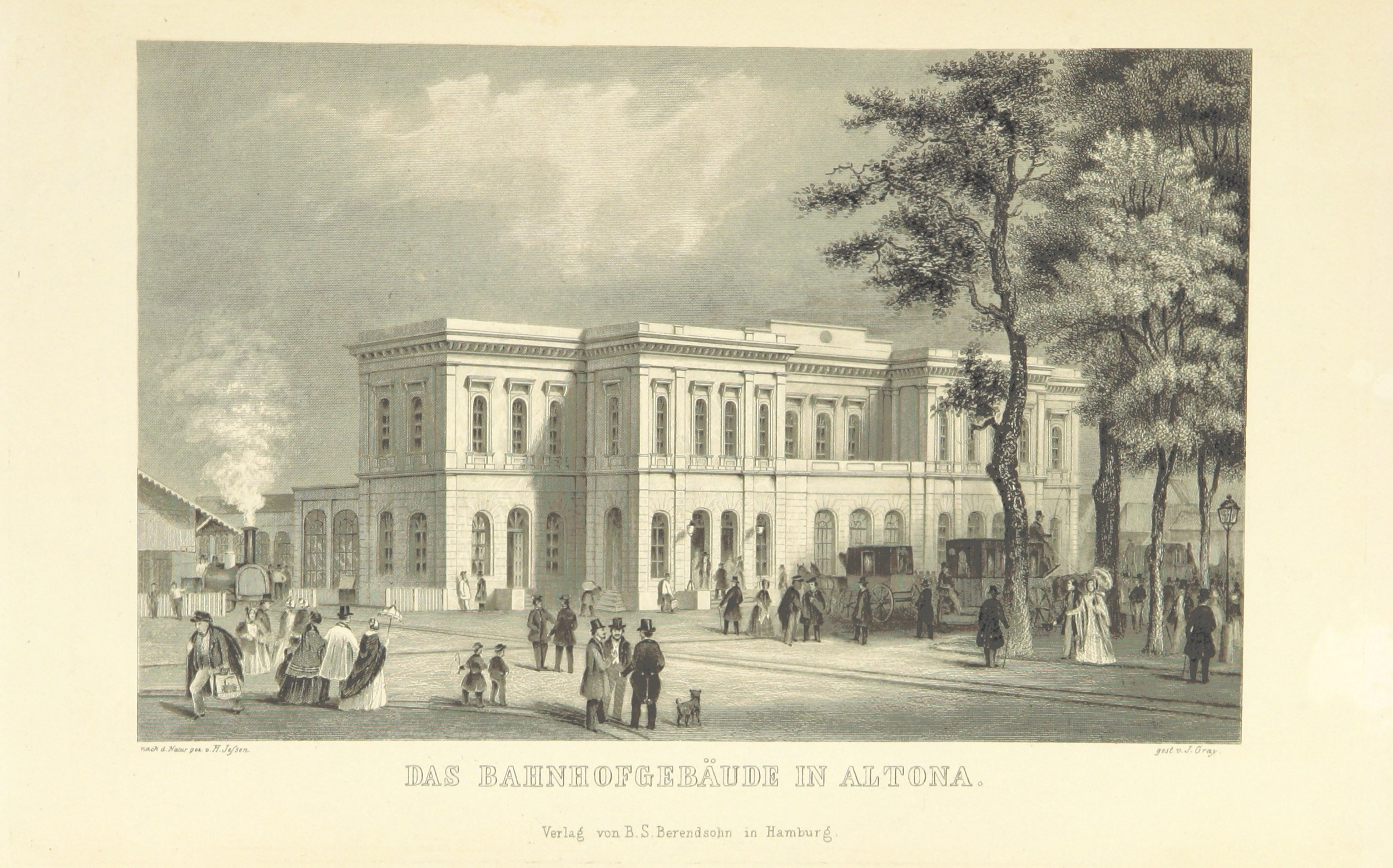
Der erste Altonaer Bahnhof 1844
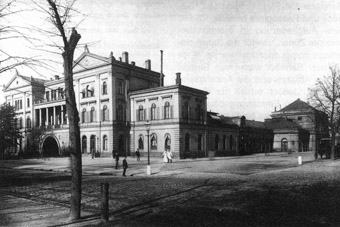
Stand um 1890, von Süden gesehen. Das halbkreisförmige Portal führt zu einer Drehscheibe vor dem Bahnhof
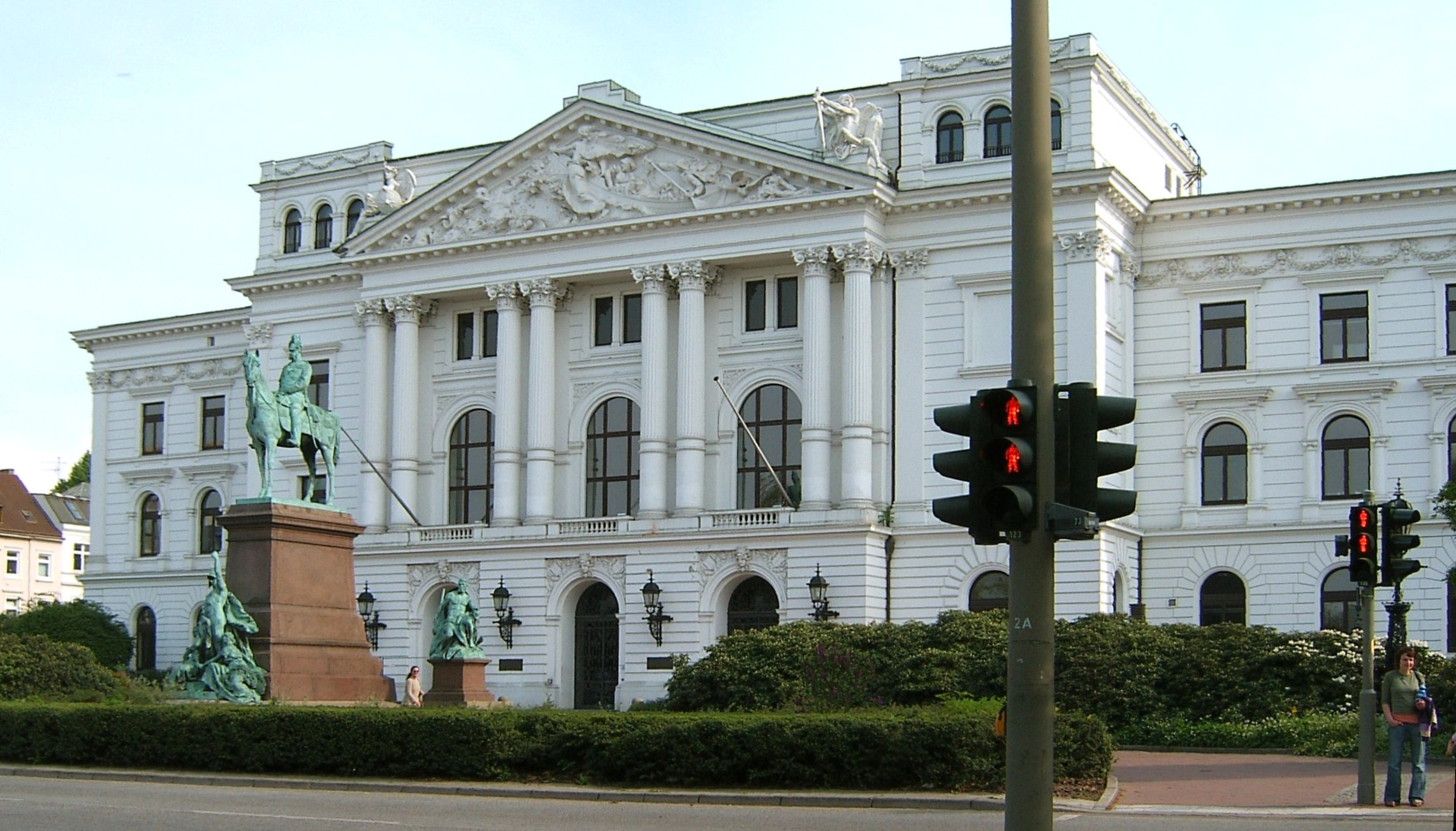
Das ab 1891 baulich nach Norden (Bildansicht) erweiterte Gebäude ist heute das Rathaus von Altona
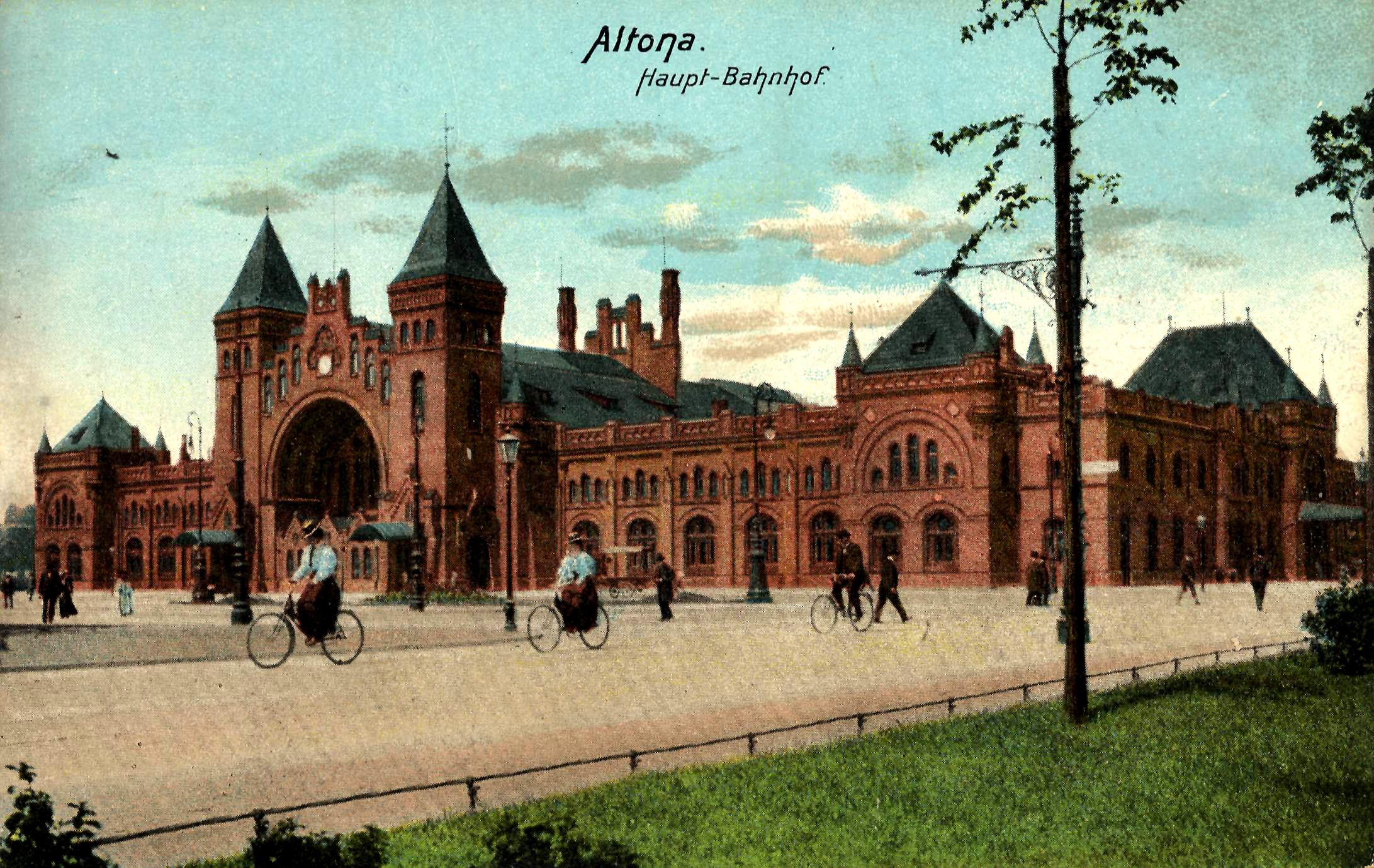
Das neue Hauptbahnhofsgebäude von 1898
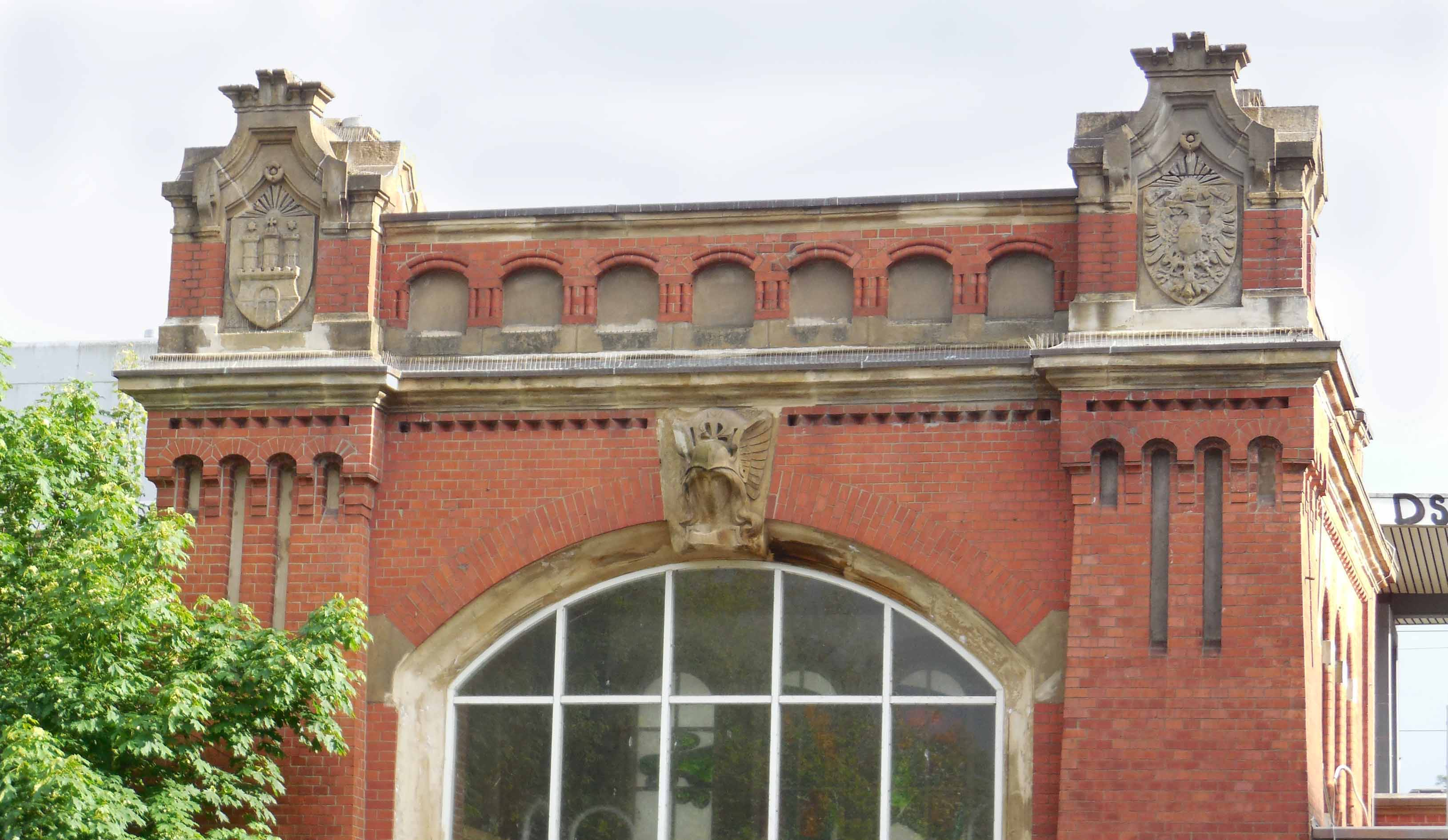
Die Wappenembleme von Hamburg und Preußen am Empfangsgebäude des Bahnhofs Sternschanze erinnern an die Bauträger der Verbindungsbahn.

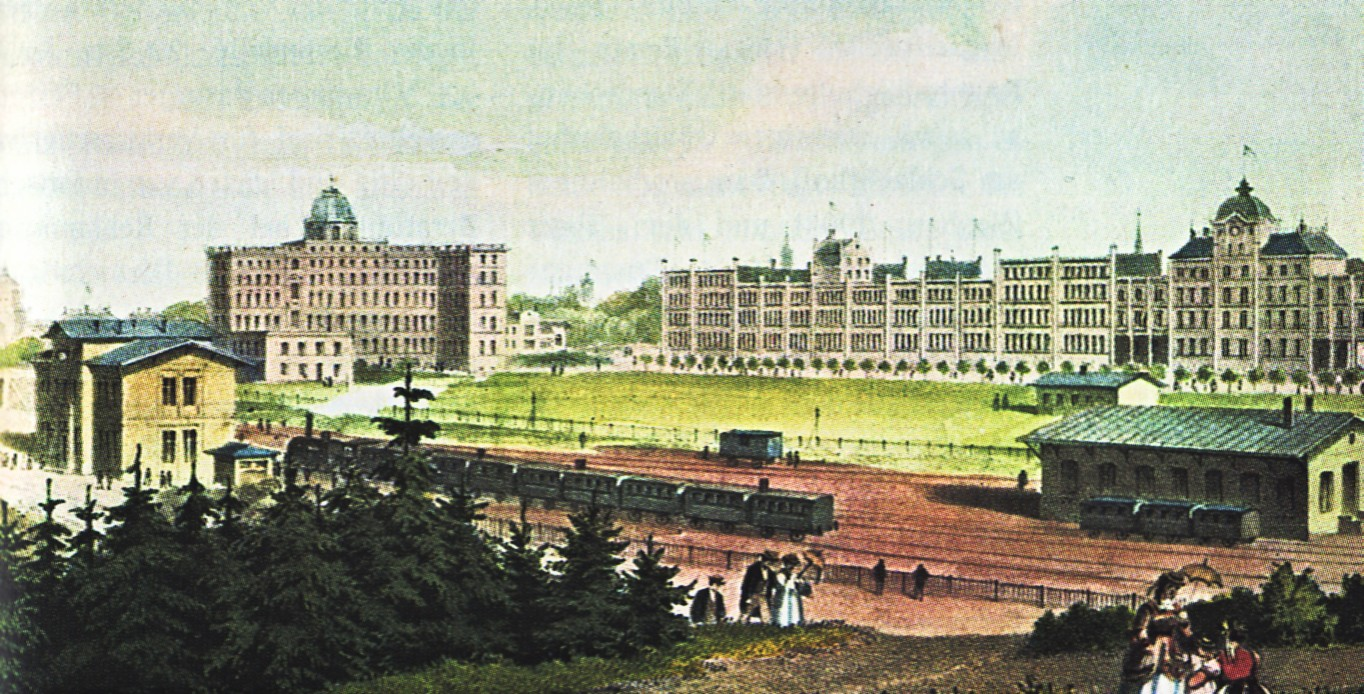
Die Verbindungsbahn mit dem ersten Bahnhof Sternschanze von 1866

Der Bahnhof Sternschanze 1903

Der Bahnhof Hamburg Dammtor 1898

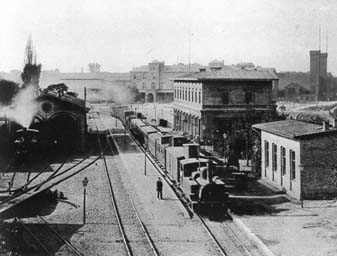
Bahnhof Klosterthor, im Hintergrund rechts der Berliner Bahnhof mit den zwei Türmen

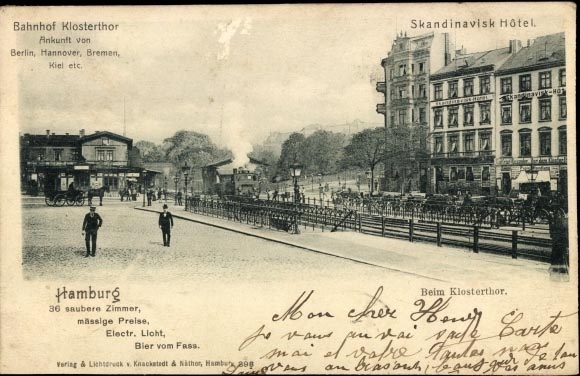
Bahnhof Hamburg-Klosterthor, Blick von Süden

Hauptbahnhof Hamburg um 1906

Bahnhof Berliner Tor 1910, im Hintergrund der Übergang zur Lübecker Bahn

Bahnhof Landwehr bis etwa 1973

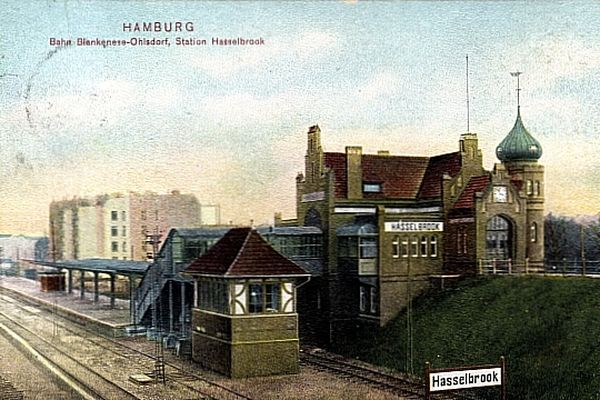
Bahnhof Hasselbrook um 1910

- Altona (alter Bahnhof): Der erste Altonaer Bahnhof war der eine Endpunkt der Strecke. Er wurde zwischen 1893 und 1898 durch einen Neubau 400 m weiter nördlich ersetzt, da eine Erweiterung auf Grund der dichten Bebauung unmöglich war. Nach der Aufgabe des Bahnhofs wurde das Gebäude um einen Nordflügel erweitert, seitdem befindet sich hier das Altonaer Rathaus
- Altona: Der neue Bahnhof von Altona (bis 1938: Altona Hauptbahnhof) wurde 1898 seiner Bestimmung übergeben. Es handelte sich zunächst um einen acht-, nach dem Bau der Vorortbahn um einen zehngleisigen Bahnhof. Das Empfangsgebäude war zunächst im neugotischen Stil gehalten, 1979 erfolgte ein schlichter Neubau, der wiederum 2002 renoviert wurde.
- Holstenstraße: Der Haltepunkt Holstenstraße entstand 1893 als Ersatz für den ehemaligen Halt Schulterblatt. Mit der Hochlegung der Trasse erhielt er jeweils einen Bahnsteig für den Fern- und für den Vorortverkehr. Er besaß zudem für jeden Bahnsteig eine Halle sowie ein Empfangsgebäude. Durch die Auswirkungen des Zweiten Weltkriegs wurden diese jedoch zerstört, lediglich die S-Bahn-Halle wurde 1990 durch eine Bahnsteigüberdachung ersetzt, der Fernbahnsteig wurde 1970 abgebrochen.
- Schulterblatt: Der Halt Schulterblatt lag unmittelbar an der ehemaligen Stadtgrenze zwischen Hamburg und Altona, er wurde 1893 stillgelegt, als Ersatz entstand der Bahnhof Holstenstraße.
- Sternschanze: Der Bahnhof Sternschanze befindet sich seit 1906 am jetzigen Standort und besitzt ein westlich des S-Bahnsteigs liegendes Kehrgleis. Das Eingangsgebäude des einstmals prächtigen Hallenbaus ist noch vorhanden. Ein Bahnhof dieses Namens existierte bereits seit der Eröffnung der Strecke im Jahr 1866, die neuen Gebäude wurden bei der Hochlegung allerdings weiter westlich angelegt. Das frühere Empfangsgebäude ist heute noch nördlich der Strecke vorhanden.
- Dammtor: Der Haltepunkt Dammtor ist der kleinste Fernverkehrshalt Hamburgs. Das Mitte der 1980er Jahre aufwändig restaurierte Bahnhofsgebäude steht unter Denkmalschutz.
- Hauptbahnhof: Der Hamburger Hauptbahnhof entstand bis 1906 als Ersatz für die drei Kopfbahnhöfe – Lübecker, Berliner und Hannoverscher – im Osten der Stadt. Die Haupthalle – ohne die durchlaufenden Seitenanbauten und die nördliche Frontfassade – ist mit einer Breite von 73 Metern und einer Länge von 150 Metern die größte freitragende Bahnhofshalle Europas. Der Hamburger Hauptbahnhof ist der meistfrequentierte Bahnhof in Deutschland. 1983 erfolgte für die S-Bahn der Bau eines benachbarten unterirdischen Bahnsteigs zur besseren Verteilung der Linien.
- Klosterthor: Der Bahnhof Klosterthor war bis zur Fertigstellung des neuen Hauptbahnhofs der Endbahnhof der Verbindungsbahn. Von hier aus bestand eine Verbindungskurve zur Berliner Bahn. Später wurde ein weiteres Verbindungsgleis zum Hannoverschen Bahnhof und zur Hamburger Hafenbahn errichtet, das auf der Straße direkt vor dem Portal des Berliner Bahnhofs vorbeiführte. Die Gleisanlage des Bahnhofs Klosterthor wurde nach dem Bau des neuen zentralen Hauptbahnhofes für das Bahnpostamt des unmittelbar dahinter südlich errichteten Hauptpostamtes Hühnerposten ausgebaut.

Am Bahnhof Klosterthor endet die eigentliche Verbindungsbahn. Von 1902 bis 1906 erfolgte dann die Erweiterung der Stadtbahngleise, die bis Hasselbrook parallel zur Vogelfluglinie verlaufen und dort in Richtung Ohlsdorf abzweigen.
- Lippeltstraße: Der Bahnhof Lippeltstraße war zwischen 1903 und 1906, also während der Umbauarbeiten, bereits als provisorischer Endpunkt der Berliner Bahn errichtet worden, allerdings nur für Züge aus Bergedorf und Büchen. Die Fernzüge aus Berlin liefen noch über die alte Trasse in den Klosterthorbahnhof ein; damit war allerdings ebenfalls 1906 Schluss.
- Berliner Tor: Der Bahnhof Berliner Tor entstand mit der Verlängerung nach Ohlsdorf 1906. Er ist heute einer der größten Umsteigepunkte im Hamburger Schnellbahnnetz, da hier neben der Verbindungsbahn auch die Berliner Bahn abzweigt und Übergang zu weiteren U-Bahn-Linien (U2, U3, U4) besteht. Der S-Bahnhof liegt auf zwei Ebenen, wovon die untere den Zügen von und nach Hasselbrook dient, die obere den Zügen nach Bergedorf.
- Landwehr: Der Haltepunkt Landwehr wurde mit der Verlängerung nach Ohlsdorf 1906 eröffnet, er erhielt ein im neobarocken Stil gehaltenes Empfangsgebäude, das im Zweiten Weltkrieg beschädigt und nur teilweise wieder aufgebaut wurde. In den 1970er Jahren wurde das Gebäude endgültig abgerissen.[17] Der Bahnsteig liegt auf der Brücke und dem viergleisigen Bahndamm.
- Hasselbrook: Der Bahnhof Hasselbrook ist heute der Verzweigungsbahnhof zwischen der Stadtbahn und der Vogelfluglinie und wurde 1907 dem Verkehr übergeben. Südlich des Bahnsteigs für die S-Bahn befindet sich der Regional-Bahnsteig.
- Wandsbeker Chaussee: Der Haltepunkt wurde 1906 eröffnet und befindet sich im Einschnitt südlich der gleichnamigen Straße. Seit 1962 besteht zusätzlich eine Umstiegsmöglichkeit zur U-Bahn-Linie U1.
- Friedrichsberg: Der Haltepunkt befindet sich im Ortsteil Dulsberg und wurde ebenfalls 1906 eröffnet. Der Bahnsteig liegt auf einem Bahndamm mit einem Zugang an der Südseite. Foto von 1906

- Barmbek: Der Bahnhof Barmbeck (damalige Schreibweise) ist Umsteigepunkt zwischen der U-Bahn-Linie U3 der Hamburger Hochbahn (Ringlinie und Walddörferbahn) und den S-Bahn-Linien S1 und S11. Der Vorortbahnhof wurde wie die gesamte Strecke zwischen Hauptbahnhof und Ohlsdorf am 5. Dezember 1906 eröffnet, der Hochbahnhof folgte am 15. Februar 1912. 1918 erfolgte eine Erweiterung des Bahnhofs, so dass dieser heute über sechs Bahnsteiggleise verfügt. Grund war die Ausfädelung der Walddörferbahn. Nordwestlich des Bahnhofs schließt sich für die S-Bahn eine Kehranlage, für die U-Bahn eine Betriebswerkstatt an.
- Alte Wöhr: Der Haltepunkt Alte Wöhr wurde 1931 unter dem Namen Alte Wöhr Stadtpark eröffnet und zum 1. April 1938 in Stadtpark umbenannt.[18] Seinen heutigen Namen erhielt er 1969, um Verwechslungen mit dem damals gleichlautenden U-Bahnhof Stadtpark (nun Saarlandstraße) der HHA zu vermeiden. Der Bahnsteig liegt auf einem Bahndamm östlich der Güterumgehungsbahn mit einem Zugang zur namensgebenden Straße an seinem südlichen Ende.
- Rübenkamp: Der Haltepunkt Rübenkamp wurde 1913 zusätzlich in die Strecke eingefügt zur Erschließung des damals neuen Krankenhauses in Barmbek, später auch für die Wohnviertel in Barmbek-Nord. Die Bahnstrecke liegt hier in einem Einschnitt, Zugänge bestehen an beiden Enden des Bahnsteigs. Westlich der Bahnstrecke liegt hinter einer Kleingartenanlage die in den 1960er Jahren gebaute Bürostadt City Nord
- Ohlsdorf: Ohlsdorf war der Endpunkt der 1906 in Betrieb genommenen Stadtbahn. Seit 1914 kann hier von der S-Bahn zur U-Bahn (Langenhorner Bahn, heute U1) umgestiegen werden. 1918 endete hier auch die Alstertalbahn aus Poppenbüttel, die 1924 in das System der Stadt- und Vorortbahn einbezogen wurde. Der Abschnitt Ohlsdorf–Poppenbüttel war 1940 der erste mit Gleichstrom elektrifizierte Abschnitt der Hamburger S-Bahn. Die Bahnsteige von U- und S-Bahn liegen auf einem breiten Bahndamm. Fast die nördlichen zwei Drittel des S-Bahnsteigs mit den beiden Bahnsteiggleisen waren bis Ende der 1970er Jahre durch eine Bahnsteighalle überdacht, beidseitig gibt es zwei weitere Gleise. Der an der Südseite des Bahnsteigs befindliche Ausgang zur Alsterdorfer Straße ist bereits seit Jahrzehnten außer Betrieb und zurückgebaut worden. Südöstlich des Bahnhofs befindet sich das S-Bahn Werk Ohlsdorf, das (neben den Werken Elbgaustraße und Poppenbüttel) für die Instandhaltung, Ausbesserung und Wartung aller Gleichstrom-Triebzüge der Hamburger S-Bahn zuständig ist.[19]

Seit dem 11. Dezember 2008 ist die im Tunnel geführte S-Bahn-Verbindung des Bahnhofs Ohlsdorf mit dem Flughafen Hamburg-Fuhlsbüttel in Betrieb.

## Betrieb
Auf den beiden nördlichen Gleisen der Verbindungsbahn verkehren die S-Bahn-Linien S2 (Altona–Aumühle) und S5 (Elbgaustraße–Stade).
Die beiden südlichen Gleise werden durch die Züge des Fern- und Regionalverkehrs genutzt. Zahlreiche Züge in Richtung Süden verkehren dabei nicht erst ab Hamburg Hauptbahnhof, sondern werden bis zum Bahnhof Altona durchgebunden. Nachdem das elektronische Stellwerk des Bahnhofs Altona zuerst zu Schwierigkeiten wegen der dichten Belegung des Kopfbahnhofes geführt hatte, wurden langlaufende Schnellzüge, insbesondere Intercityzüge über die Verbindungskurve direkt vom Hauptbahnhof aus der Verbindungsbahn, nach oft einem Zwischenhalt in Dammtor, nach Norden geführt. Die so durch Einsparung des Halts in Altona erzielten Fahrzeitgewinne wurden beibehalten.
Der Güterverkehr, für den die Strecke ursprünglich mitkonzipiert wurde, wird nur in den späten Abendstunden im Nord-Süd-Verkehr über die Verbindungsbahn, im Übrigen über die weiter nordöstlich angelegte eingleisige Güterumgehungsbahn geführt.